# فیلم‌های جنایی پیشا-کد

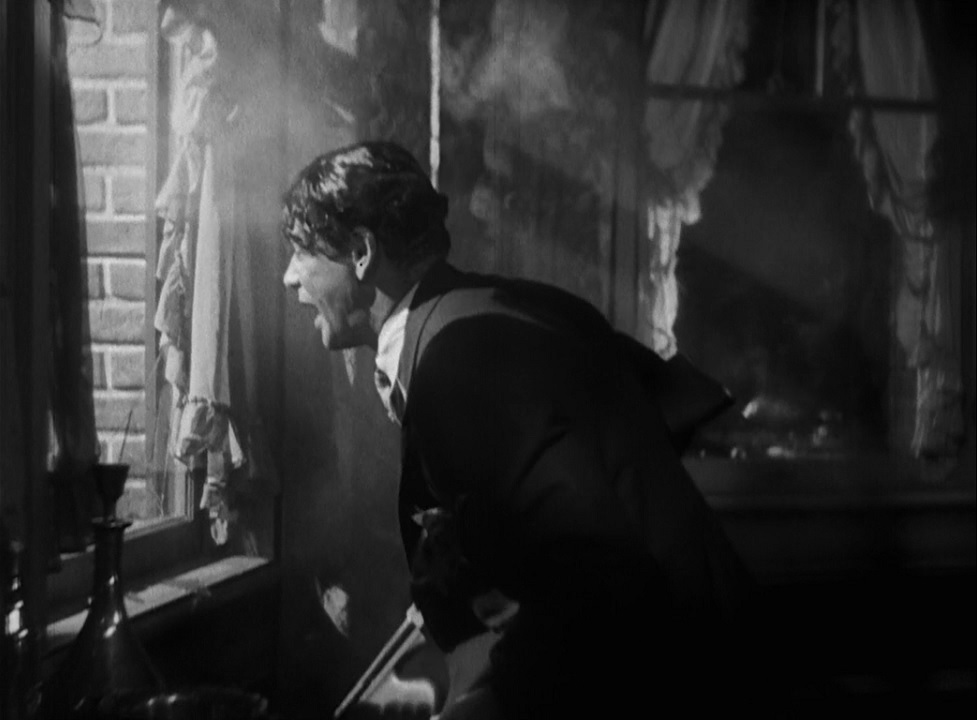
پل مونی (در نقش (تونی کامونتی)) در حال تمسخر و خندیدن به افسران پلیس پس از شلیک به آنها در تریلر فیلم صورت‌زخمی (۱۹۳۲). دفتر هیز خواست که این پایان با محاکمه و اعدام شخصیت مونی جایگزین شود.

دوره تولید فیلم در آمریکا از اوایل دوره صدا تا زمان اجرای کد هیز در سال ۱۹۳۴ با عنوان هالیوود پیشا-کد شناخته می‌شود. این دوران شامل خشونت و جنایتی در فیلم‌ها می‌شود که تا چند دهه بعد دیگر دیده نمی‌شود. گرچه دفتر هیز به‌طور مشخص توصیه کرده بود که ناسزا، تجارت مواد مخدر، روسپیگری در فیلم‌ها نباشد، اما هرگز به‌طور رسمی درخواستی دربارهٔ نمایش خشونت در دهه ۱۹۲۰ نداشت. به جای آن هیئت‌های سانسور ایالتی دستورالعمل‌های خود را ایجاد کردند، به‌طور مشخص نیویورک فهرستی از موارد خشن تهیه کرد که برای نمایش فیلمی در آن ایالت باید حذف می‌شدند. دو نوع اصلیِ فیلم جنایی در این دوره منتشر شد: فیلم گانگستری و زندان.
در اوایل دهه ۱۹۳۰ سه‌گانه‌ای از فیلم‌های گانگستری منتشر شد: سزار کوچک (۱۹۳۱)، دشمن مردم (۱۹۳۱)، و صورت‌زخمی (۱۹۳۲)-که بر اساس الگوی ایجاد شده توسط اولین فیلم گانگستری دنیای تبهکاران (۱۹۲۷) ساخته شدند. هر سه دربارهٔ ظهور و سقوط نهایی جنایتکاری سازمان‌یافته بودند. همانگونه که محقق فیلم جنایی، جک شادویان توضیح داد، قاعده این شد «اگر فیلم‌ها (باید) تکیه کنند که آدم نمی‌تواند برنده باشد، با این فرض شکل باختن مهم است.» صورت‌زخمی جنجالی‌ترین و خشن‌ترین بود؛ به دلیل کشاکش با سانسورگران یک سال طول کشید تا فیلم اکران شود. صورت‌زخمی و سایر فیلم‌ها، که آشکارا بر اساس زندگی آل کاپون بودند، رهبران مدنی را خشمگین می‌کردند؛ احساس می‌کردند فیلم‌ها شیوه زندگی جنایتکاران را ستایش می‌کنند.
پس از آتش‌سوزی در بازداشتگاه اوهایو (در سال ۱۹۳۰ که به مرگ ۳۰۰ نفر منجر شد چون نگهبانان اجازه خروج از سلول را به زندانیان نمی‌دادند)؛ هالیوود فیلم‌هایی را تهیه کرد که شرایط سخت زندان‌ها در آن زمان را نشان می‌دادند. نمونه اولیه ژانر زندان خانه بزرگ (۱۹۳۰) بود. این فیلم پایه‌های بعدی ژانر را به نمایش می‌گذاشت: زندان انفرادی، خبرچین‌ها، شورش‌ها، فرار، و قانون زندگی در زندان. هیچوقت فیلم‌های پرمخاطبِ ژانر زندان در جذب تماشاگران زن که برای موفقیت در گیشه به آن نیاز داشتند، ناموفق نبودند. فیلم‌های دسته زنجیربند در واکنش به شرایط غیرانسانی سیستم زندان که در ایالات جنوبی رایج بود تهیه می‌شدند. فراری از گروه مجرمان (۱۹۳۲) فیلمِ اصلی این ژانر محسوب می‌شود، و بر اساس خودزندگی‌نامه «رابرت ای. برنز» که در زمان انتشار فیلم فراری بود، ساخته شد.

## تولد گانگستر هالیوود
در اوایل دهه ۱۹۳۰ چندین مجرم واقعی چهره شدند. در میانشان دو نفر در ذهن‌ها ماندگار شدند: آل کاپون و جان دیلینجر. گانگسترهایی مانند کاپون تصویر همه شهرها را دگرگون کردند. کاپون شیکاگو را «به نمونه کلاسیک دنیای گانگسترها مشهور کرد، منظرِ شهری‌ای که در آن رودسترهای ضد گلوله که اوباش مسلسل به دست بر کنارشان سوار هستند رگباری از گلوله به شیشه گل‌فروشی شلیک می‌کنند و رقابت را در گاراژهای پر از خون فیصله می‌دهند». در سال ۱۹۳۰ کاپون روی جلد مجله تایم ظاهر گشت. حتی دو استودیوی اصلی هالیوود به او مبالغ هفت‌رقمی برای بازی در فیلم پیشنهاد کردند، ولی نپذیرفت.

### صورت‌زخمی
بدون شک خشن‌ترین و جنجالی‌ترین فیلم گانگستری پیشاکد صورت‌زخمی (۱۹۳۲) بود.
تولید صورت‌زخمی از همان ابتدا دچار مشکل شد. اداره هیز به هوارد هیوز (تهیه‌کننده) هشدار داد که فیلم را نسازد. او درخواستشان را رد کرد و به هاکس گفت: «گور بابای دفتر هیز. فیلم رو شروع کن، تا جایی که میشه واقع‌گرا، هیجان‌انگیز، و مهیب.» زمانی که فیلم در سال ۱۹۳۱ به پایان رسید، خواستار تغییرات زیادی در آن شد، از جمله پایانی که در آن کامونتی دستگیر، محاکمه، محکوم و اعدام شود، علاوه بر آن خواست که زیرنویس عنوان فیلم «شرم یک ملت» باشد. هیوز فیلم را برای چندین هیئت سانسور ایالتی فرستاد، و گفت امیدوار است نشان داده باشد که فیلم برای مبارزه با «تهدید گانگستر(ها)» ساخته شده‌است. پس از آنکه نتوانست موافقت هیئت سانسور نیویورک را جلب کند (در آن زمان وینگیت در راسش بود)، حتی پس از تغییرات، تصمیم گرفت فیلم را کمابیش به همان شکلی که می‌خواستند پخش کند. زمانی که سایر سانسورگران محلی از پخش نسخه تدوین‌شده جلوگیری کردن، اداره هیز جیسون جوی را برای اطمینان دادن به آنان فرستاد، که دوره فیلم‌های گانگستری از این دست تمام شده‌است.